# Thomas Byttering
Thomas Byttering   (segle XIV - 1420 (Gregorià)) (també Bytering, Bytteryng o Biteryng) va ser un compositor anglès durant la transició estilística de la música medieval a la renaixentista. Cinc de les seves composicions han sobreviscut al manuscrit Old Hall, on el musicòleg Peter Wright sosté que "formen un corpus d'obra petit però distintiu notable per la seva ambició tècnica i assoliment musical".

## Identitat i carrera
Se sap molt poc de Byttering, el nom del qual s'escriu de diverses maneres com Bytering, Bytteryng i Biteryng. La musicòloga Margaret Bent ha suggerit que era Thomas Byteryng, tot i que la seva identitat continua sent incerta. Byteryng va ser canonge al castell de Hastings entre 1405 i 1408, i va ser rector en algun lloc de Londres el 1414.
No hi ha cap informació sobre el compositor al manuscrit Old Hall, tret que el seu cognom està associat a diverses peces. Aquestes peces destaquen de moltes de les obres del manuscrit pels seus trets estilístics relativament avançats.

## Música
La música supervivent de Byttering inclou cinc composicions: tres seccions de missa —dos Glorias i un Credo—, un motet i una antífona. Aquesta última, Nesciens Mater, és «famosa pel seu notable camuflatge del cant pla mitjançant la transposició i la migració». El seu motet és una peça iso-rítmica substancial a tres veus i la seva obra més coneguda, En Katerine solennia/Virginalis contio/Sponsus amat sponsum; gairebé amb tota seguretat va ser escrita per al casament, el 2 de juny de 1420, del rei Enric V i Caterina de Valois.
El Gloria a quatre veus, núm. 18 de l'Old Hall MS, és un dels cànons més complexos de principis del segle XV, i representa el que probablement va ser l'extrem de la diferenciació estilística entre la pràctica anglesa i la continental. Els cànons en fonts continentals són extremadament rars, però n'hi ha set a l'Old Hall MS, i el de Byttering és l'únic amb l'arranjament estàndard de la mateixa melodia a les quatre veus.

## Obres
| Credo                                                       | 3 | Mass movement | OH No. 79  |
| Gloria                                                      | 3 | Mass movement | OH No. 17  |
| Gloria                                                      | 4 | Mass movement | OH No. 18  |
| Nesciens mater                                              | 3 | Antiphon      | OH No. 50  |
| En Katerine solennia/Virginalis contio/Sponsus amat sponsum | 3 | Motet         | OH No. 145 |
| No es conserva cap altra obra de Byttering.                 |   |               |            |

## Edicions
- Hughes, Andrew; Bent, Margaret, eds. (1969–1973). The Old Hall Manuscript. Corpus mensurabilis musicae 53. Cambridge: American Institute of Musicology. OCLC 80858118.
- Ramsbotham, Alexander, ed. (1933–1938). The Old Hall Manuscript. Vol. 3 volums. Completat per H.B. Collins i Dom Anselm Hughes. Buckinghamshire: Plainsong and Medieval Music Society.